# 塔拉西夫卡 (斯克維拉區)
49°44′19″N 29°47′46″E / 49.73861°N 29.79611°E
塔拉西夫卡（烏克蘭語：Тарасівка）是位於烏克蘭北部的村莊，由基辅州白采爾克瓦區的斯克維拉市鎮負責管轄。該村始建於1920年，面積2.45平方公里，海拔高度178米，2001年人口261，人口密度每平方公里106.5人。